# Rio São Pedro (vattendrag i Brasilien, Minas Gerais, lat -16,50, long -41,28)
Rio São Pedro är ett vattendrag i Brasilien.   Det ligger i delstaten Minas Gerais, i den östra delen av landet, 700 km öster om huvudstaden Brasília.
I omgivningarna runt Rio São Pedro växer huvudsakligen savannskog. Runt Rio São Pedro är det mycket glesbefolkat, med 6 invånare per kvadratkilometer.